# Coquistraße 4, Klosterbergestraße 30

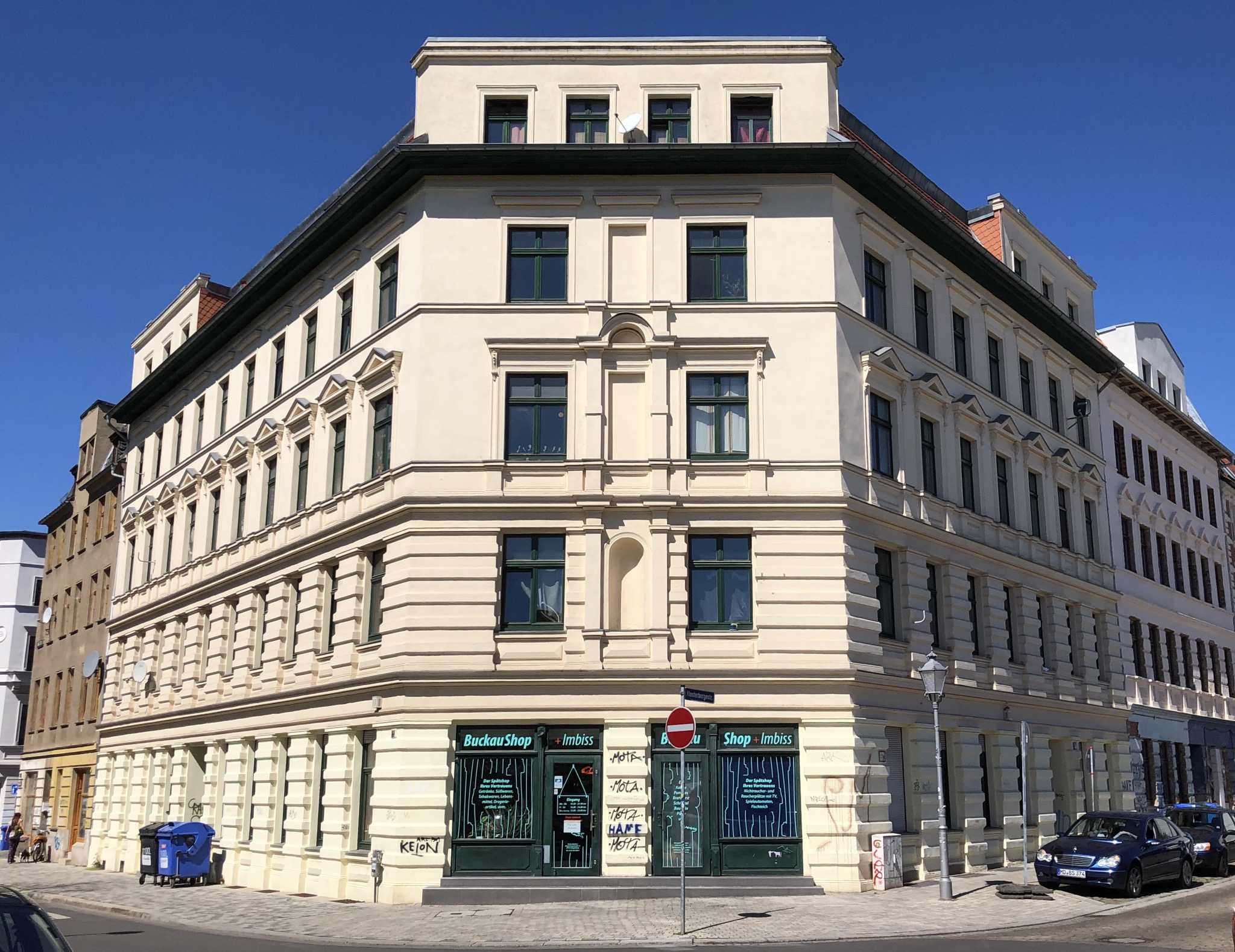
Haus Coquistraße 4, Klosterbergestraße 30

Das Gebäude Coquistraße 4, Klosterbergestraße 30 ist ein denkmalgeschütztes Wohnhaus in Magdeburg in Sachsen-Anhalt.

## Lage
Es befindet sich in einer das Straßenbild prägenden Ecklage an der Einmündung der Klosterbergestraße auf die Coquistraße im Magdeburger Stadtteil Buckau. Das Gebäude gehört auch zum Denkmalbereich Klosterbergestraße.

## Architektur und Geschichte
Der viergeschossige verputzte Gebäude entstand im späten 19. Jahrhundert im Stil der Neorenaissance. Die akzentuiert gegliederte Fassade ist sowohl im Erdgeschoss als auch in der Beletage mir kräftig ausgeführten Putzrustika versehen. An den oberen Geschossen sind die Fenster mit Verdachungen bekrönt. Bedeckt ist das Haus mit einem Mansarddach. Die Ecksituation wird in besonderer Weise durch eine polygonal ausgebildete Flucht des Baukörpers betont.
1933 eröffnete der SPD-Politiker Ernst Wille in dem Haus eine Gaststätte, die sich in der Zeit der nationalsozialistischen Gewaltherrschaft zu einem illegalen Treffpunkt von Sozialdemokraten entwickelte. Für den 1944 im KZ Neuengamme umgekommenen Ernst Wille wurde 2010 vor dem Haus ein Stolperstein verlegt.
Das Haus gilt als Teil des geschlossen erhaltenen aus der Gründerzeit stammenden Straßenzuges als städtebaulich besonders bedeutsam.
Im örtlichen Denkmalverzeichnis ist das Wohnhaus unter der Erfassungsnummer 094 17848 als Baudenkmal verzeichnet. Vermutlich versehentlich wird das Haus darüber hinaus auch unter der Adresse Klosterbergestraße 30 mit der Erfassungsnummer 094 76906 geführt.